# Chapelle Notre-Dame-de-Bonne-Encontre
Pour les articles homonymes, voir Chapelle Notre-Dame.
La Chapelle Notre-Dame-de-Bonne-Encontre est située à Saint-Samson, au lieu-dit « le Point du Jour » sur la commune de Rohan dans le Morbihan.

## Historique
La chapelle fait l’objet d’un classement au titre des monuments historiques depuis le 1er septembre 1922.